# جیسون دنایر
جیسون دنایر (انگلیسی: Jason Denayer؛ زادهٔ ۲۸ ژوئن ۱۹۹۵) یک بازیکن فوتبال اهل بلژیک است که برای باشگاه الفتح بازی می‌کند.
از باشگاه‌هایی که در آن بازی کرده‌است می‌توان به سلتیک، منچستر سیتی، گالاتاسرای، ساندرلند، لیون و شباب الاهلی اشاره کرد.
وی همچنین در تیم ملی بلژیک بازی کرده‌است.

## آمار ملی

### بازی‌های ملی
تا تاریخ ۲۹ مارس ۲۰۲۲
| بلژیک | بلژیک | بلژیک |
| سال   | بازی  | گل    |
| ----- | ----- | ----- |
| ۲۰۱۵  | ۴     | ۰     |
| ۲۰۱۶  | ۴     | ۰     |
| ۲۰۱۸  | ۲     | ۰     |
| ۲۰۱۹  | ۳     | ۰     |
| ۲۰۲۰  | ۷     | ۱     |
| ۲۰۲۱  | ۱۳    | ۰     |
| ۲۰۲۲  | ۲     | ۰     |
| مجموع | ۳۵    | ۱     |

### گل‌های ملی
| شماره | تاریخ          | میزبان | بازی ملی | حریف    | نتیجه | رقابت                    |
| ----- | -------------- | ------ | -------- | ------- | ----- | ------------------------ |
| ۱     | ۵ سپتامبر ۲۰۲۰ | کپنهاگ | ۱۵       | دانمارک | ۲–۰   | لیگ ملت‌های اروپا ۲۱–۲۰۲۰ |